# Älpelekopf
Der Älpelekopf ist ein 2024 m ü. NHN hoher Nebengipfel des Lahnerkopfs in den Allgäuer Alpen. Er hat den Charakter eines Grasbergs.
Er liegt in dem vom Lahnerkopf nach Nordwesten streichenden Grat. Seine Nordostseite fällt mit einer sehr steilen, grasdurchsetzten Felswand zum Schrecksee ab.
Auf den Älpelekopf führt kein markierter Weg. Er kann vom Lahnerkopf über den dort beginnenden Grat bzw. aus dem Erzbergtal über die Südwestflanke erreicht werden.